# Gabriel Scott

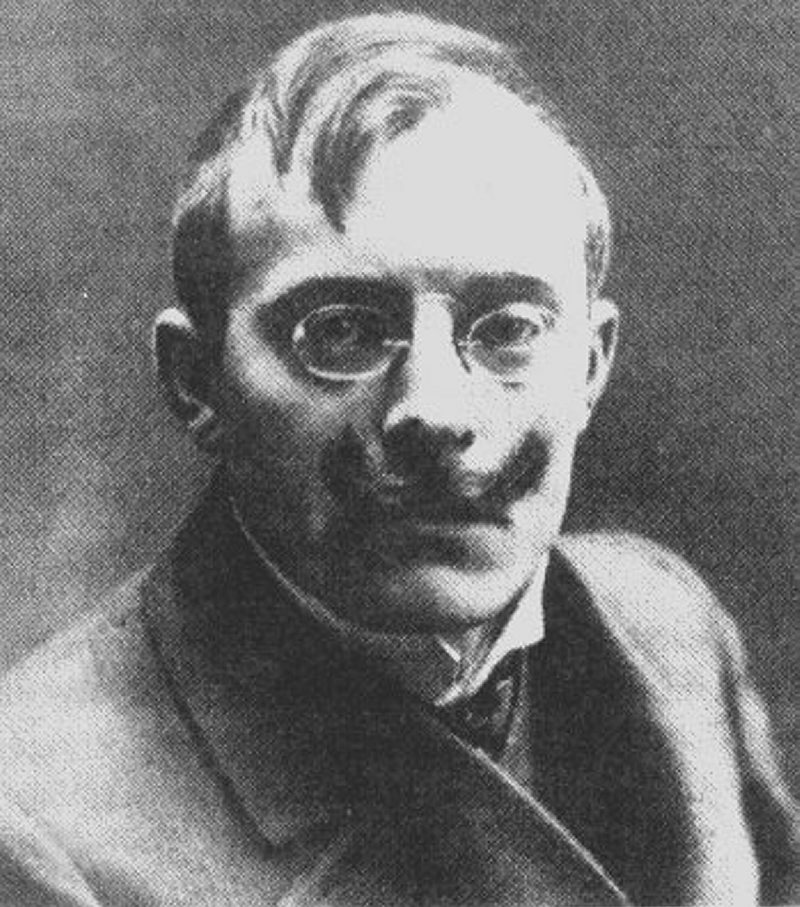
Gabriel Scott

Gabriel Scott (* 8. März 1874 in Leith; † 9. Juli 1958) war ein norwegischer Schriftsteller.

## Leben
Scott wurde als Sohn eines Seemannspredigers in Leith in Schottland geboren. 1883 übersiedelte die Familie auf einen Pfarrhof in Høvåg in Norwegen, 1887 zog Scott nach Kristiansand, um dort zur Schule (Realschule und Gymnasium) zu gehen.
Bereits in seiner Jugend begann Scott zu schreiben. Einige Gedichte erschienen in den Lokalzeitungen. In späterer Zeit entstanden auch Theaterstücke, Kinderbücher und Novellen.
Scott heiratete 1915, ließ sich aber bereits 1918 scheiden, um im gleichen Jahr erneut zu heiraten. Zu dieser Zeit wohnte Scott in Arendal.
In den 1930er Jahren nahm er Partei für Vidkun Quisling und dessen Nasjonal Samling, was zu der Zeit und nach dem Zweiten Weltkrieg umstritten war.

## Künstlerisches Schaffen
Vor allem in Norwegen ist Scott ein bekannter Autor von Romanen und Kinderbüchern. Sein bekanntestes Werk trägt den Namen Kilden (Die Quelle). Es handelt von der Frömmigkeit des Fischers Markus, trotz des Widerstandes seiner Mitmenschen.

## Werke

### Romane
- Kilden, 1918
- Fant
- Josefa
- Det gyldne evangelium
- De vergeløse
- Tante Pose

### Kinderbücher
- Kari Kveldsmat
- 1912 Sølvfaks (deutscher Titel Silberpelz)